# Эскадра воздушных кораблей Украинской державы
Эскадра воздушных кораблей (Э.в.к. Укр.д.) — воинское соединение вооружённых сил с сентября и не позднее 24 ноября 1918 Армии Украинской державы во время Гражданской войны в России в Подольской губернии.

## Предыстория
1917 год
Эскадра воздушных кораблей Российского императорского военно-воздушного флота создана в сентябре 1914 года и была вооружена тяжёлыми самолётами Илья Муромец ставшими в ходе войны бомбардировщиками. Во время Первой мировой войны Эскадра подчинялась непосредственно Верховному главнокомандующему Русской Императорской Армии и являлась его стратегическим резервом командования. Управление эскадры воздушных кораблей «Илья Муромец» было при штабе Верховного главнокомандующего. Начальником эскадры был генерал-майор  М. В. Шидловский.
Накануне правительственного переворота 25 октября в Республике Россия Российский военно-воздушный флот имел в Эскадре четыре авиаотряда тяжёлых самолётов «Илья Муромец».
20 ноября в г.Киеве Центральным Советом была провозглашена широкая автономия Украинской Народной Республики при сохранении федеративной связи с Россией. Одной из первых задач, решавшихся новой властью, являлось создание собственных вооруженных сил, в том числе и авиации за счёт имущества  Революционной армии свободной России.
4 декабря украинское правительство направило в войска телеграмму с приказом об объединении Юго-Западного (до декабря штаб фронта размещался в г. Бердичеве, с декабря — в г. Ровно) и Румынского фронтов в единый Украинский фронт с подчинением его непосредственно правительству Украинской Народной Республики. В составе нового Технического управления создаются Военно-Воздушные Силы. Управление проводило работу по сбору и сохранению имущества и созданию подразделений и частей авиации. Эскадра тяжёлых бомбардировщиков, оказавшаяся в новой республике, подверглась «украинизации». Комплектование украинцами авиачастей в необходимых количествах было невозможно, так как большая часть военнослужащих была из великороссии.  Процесс демократизации Революционной армии свободной России, проводившийся ещё со времени Февральского переворота 1917 года в России, продолжался постоянной демобилизацией военнослужащих уезжавших в места постоянного проживания.
1918 год
Эскадра воздушных кораблей в составе армии У.Н.Р. сохранялась и просуществовала до 29 апреля.

## История
После прихода к власти 29 апреля гетмана П. П. Скоропадского началось создание Украинского государства (укр. Україньскої держави) и его государственных структур, в числе которых была Армия и другие. Германо-австрийское командование взяло под свой контроль формирование украинских воинских частей. Военное министерство продолжило создание авиации, положив в основу план Военного министерства У. Н.Р.

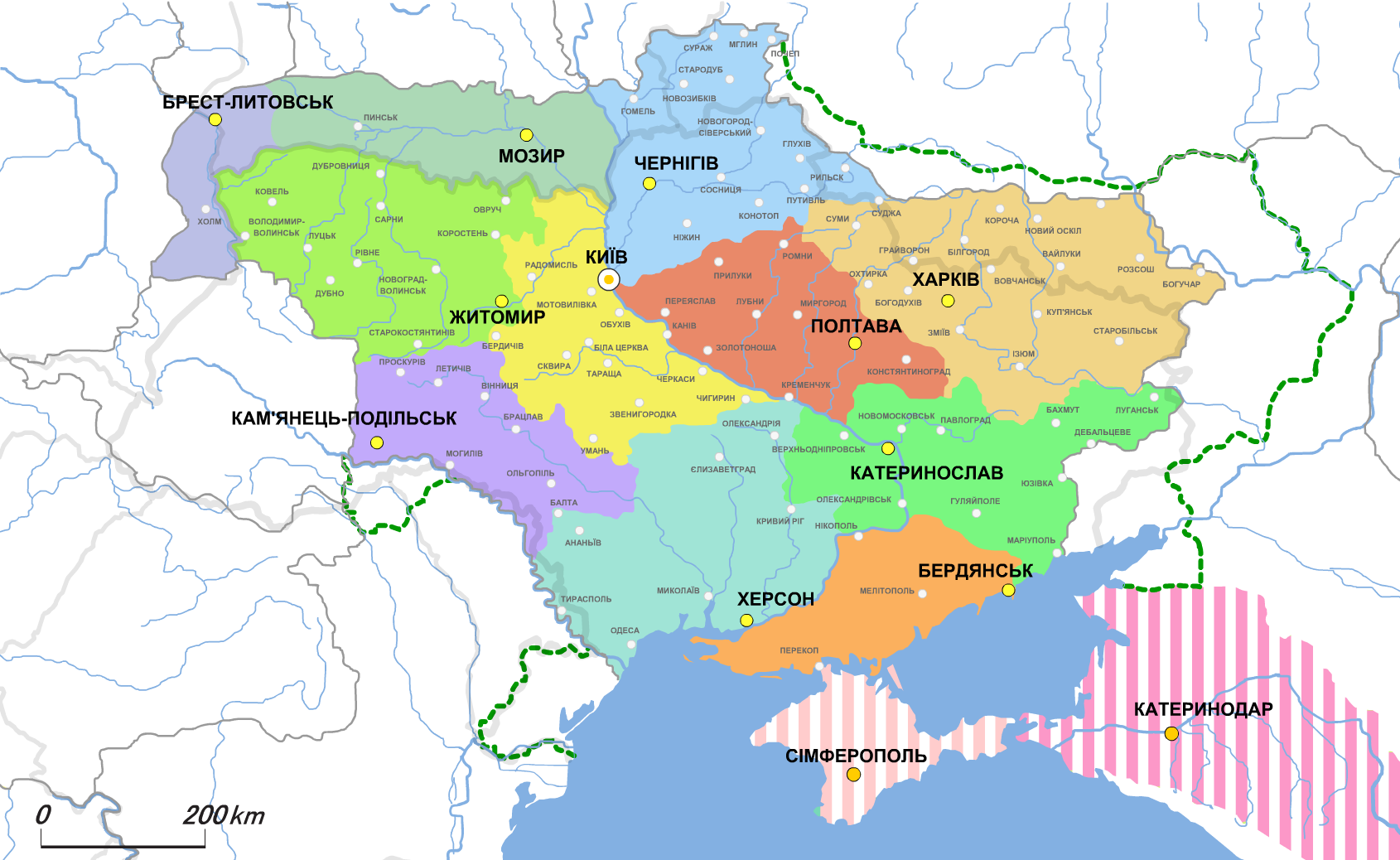
Административно-территориальное деление. Зелёная пунктирная линия — территориальные претензии.

Эскадра должна была разместиться в г. Виннице Виницкого уезда Подольской губернии.
30 мая правительством издан Закон, которым была утверждена Присяга на верность Украинскому Государству, и Закон о военной подсудности. Военнослужащие начали принимать присягу.
Летом армия имела 189 лёгких самолётов и 4 тяжёлых самолёта «Илья Муромец» — всё осталось от могучей Эскадры воздушных кораблей. При этом из всех этих самолётов только 55-60 % украинские специалисты могли использовать в воздухе.
1 августа утверждён Закон о политическо-правовом положении служащих Военного ведомства, который запрещал им быть в составе и брать участие в работе каких-либо кружков, товариществ, партий, союзоф, комитетов и иных организаций, имеющих политический характер.
Экипажи Эскадры в боевых действиях принимали участие редко, сама Эскадра не провела ни одной самостоятельной боевой операции. В Эскадре было 10 офицеров и 50 козаков (рядовых) охранной команды.

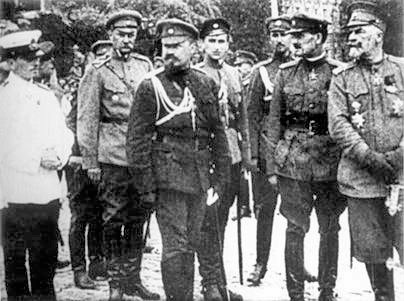
Служащие военного министерства Украинской Державы — полковник Николай Лаврентьевич Максимов (крайний слева, в белой форме) и военный министр генеральный бунчужный
Александр Францевич Рагоза (крайний справа).

9 ноября Германская империя революционными гражданами провозглашена республикой. (см. Ноябрьская революция в Германской империи) Для правительства Украинской державы это событие предвещало ослабление власти.
11 ноября завершилась Первая мировая война. Германская империя прекратила существование в результате Ноябрьской революции.
14 ноября гетман П. П. Скоропадский объявил Акт федерации, которым он обязывался объединить Украину с будущим (небольшевистским) российским государством.
16 ноября началось восстание повстанческого движения и поддержанное восставшими войсками Украинской державы под командованием С. В. Петлюры против правительства Украинской державы. Гражданская война на Украине сметала ещё одну власть. Начавшиеся непрерывные боевые действия противоборствующих политических революционных сил привели к уничтожению и Эскадры.
Эскадра как военная часть в составе армии Украинской державы просуществовала до декабря.
После непродолжительной «Украинской гражданской войны 16 ноября — 14 декабря 1918», 14 декабря гетман П. П. Скоропадский отдал приказ о демобилизации защитников г.Киева и отрёкся от власти.